# Elsa (album)
Elsa è l'album di debutto della cantante pop albanese Elsa Lila, pubblicato in Italia nel marzo 2003 dall'etichetta discografica BMG Ricordi in concomitanza con la partecipazione dell'artista al Festival di Sanremo 2003 con il brano Valeria.
L'album è stato prodotto da Marco Marati.

## Tracce
CD (Ricordi 82876513122 (BMG)
1. Soli (Marco Marati - Luca Bechelli)
2. Le mie ali senza te (Luca Bechelli, Marco Marati, Eric Buffat)
3. Valeria (Luca Bechelli, Guido Maffei e Marco Marati)
4. Via da questo mondo (L. Bechelli, E. Lila, G. Salvadori, M.Marati)
5. Mi mancherai (A.Pennino, E.Lila, W.Esposito, L.Bechelli)
6. L'amore che ho (Derouge, Mende, Rush, Applegate; Testo italiano P.Panella)
7. La porta del silenzio (Montagna, Lila, Marati)
8. Valeria (strumentale)

## Formazione
- Elsa Lila - voce
- Eric Buffat - tastiera, programmazione
- Aldo Mercurio - basso
- Gianni Salvatori - chitarra
- Adriano Pennino - tastiera, programmazione
- Samuele Dessì - programmazione
- Marco Formentini - chitarra
- Fio Zanotti - tastiera
- Maurizio Fiordiliso - chitarra
- Vittorio Riva - batteria
- Giorgio Cocilovo - chitarra
- Cesare Chiodo - basso
- Lele Melotti - batteria